# Canada Life Center
Canada Life Centre (dříve MTS Centre a Bell MTS Place) je víceúčelová aréna nacházející se ve Winnipegu, hlavním městě kanadské provincie Manitoba. Otevření proběhlo v roce 2004. Aréna je domovským stadionem týmu NHL Winnipeg Jets a do roku 2011 v ní hrával tým AHL Manitoba Moose. Budova je známa pro svou kvalitní akustiku, a je proto oblíbená mezi koncertními umělci. V přízemí stadionu se nachází hokejové muzeum.

## Dějiny
V letech 1972 do 2004 hrával tým Winnipeg Jets na stadionu Winnipeg Arena, který již neexistuje. Vzhledem k finančním potížím týmu byla v roce 1996 licence na NHL přemístěna do Phoenixu. Myšlenka návratu NHL do Winnipegu získala na aktuálnosti zvláště v souvislosti s otevřením MTS centra, které bylo vybudováno bez jakékoli státní podpory. Vlastníci arény, David Thomson a Mark Chipman, se pokoušeli koupit franšízu od týmu Phoenix Coyotes, v květnu 2011 ale časopis Globe and Mail publikoval zprávu o přestěhování týmu NHL z Atlanty právě do Winnipegu. Aréna je kapacitně nejmenší arénou NHL pro 15 321 diváků. V návštěvnosti si ale vede poměrně úspěšně, v roce 2008 byla z hlediska počtu prodaných lístků třetí nejnavštěvovanější arénou v Kanadě, po montrealském Bell Centre a torontském Air Canada Centre.